# Alepidea delicatula
Alepidea delicatula là một loài thực vật có hoa trong họ Hoa tán. Loài này được Weim. mô tả khoa học đầu tiên năm 1949.